# Liou Čchuang
Liou Čchuang (čínsky pchin-jinem Liú Chuǎng, znaky 刘闯; * 27. prosince 1974 Charbin) je bývalá čínská zápasnice – judistka.

## Sportovní kariéra
S judem začínala v 15 letech v rodném Charbinu. V čínské ženské reprezentaci se pohybovala od roku 1993 v lehké váze do 56 kg. V roce 1996 startovala na olympijských hrách v Atlantě, kde využila přívětivého nalosování k postupu do semifinále proti Kubánce Driulis Gonzálezové. Hned v úvodní minutě si pustila Kubánku k tělu a kontrachvatem o-uči-gari prohrála na ippon. V boji o třetí místo proti Belgičance Marisabelle Lombaová neudržela v poslední minutě vedení na body a po o-soto-otoši prohrála na ippon. Obsadila dělené 5. místo. Od roku 1998 se v čínské reprezentaci neprosazovala. Sportovní kariéru ukončila v roce 2002.

## Výsledky
| Turnaj            | 1994       | 1995       | 1996       | 1997       |
| Turnaj            | 20         | 21         | 22         | 23         |
| Turnaj            | lehká váha | lehká váha | lehká váha | lehká váha |
| ----------------- | ---------- | ---------- | ---------- | ---------- |
| Olympijské hry    |            |            | 5.         |            |
| Mistrovství světa |            | úč.        |            | úč.        |
| Asijské hry       | 3.         |            |            |            |
| Mistrovství Asie  |            | 3.         | —          |            |